# نماذج تطور الحمض النووي
تم اقتراح عدد من نماذج سلسلة ماركوف المختلفة لتطور تسلسل الحمض النووي. تختلف نماذج الاستبدال هذه من حيث المعايير المستخدمة لوصف النسب التي يستبدل فيها أحد النوكليوتيدات مكان الآخر خلال التطور. وكثيرا ما تستخدم هذه النماذج في تحليلات التطور الجزيئية ( النسالة الجزيئية ) . على وجه الخصوص، يتم استخدامها أثناء حساب احتمالية الشجرة (في استدلال بايزي و تقدير الاحتمال) ويتم استخدامها لتقدير المسافة التطورية بين التسلسلات من الاختلافات المرصودة بينها.

## المقدمة
هذه النماذج هي وصف لظاهرة تطور الحمض النووي كسلسلة لأربعة أحداث منفصلة. نماذج ماركوف هذه لا تصف آلية حدوث الطفرات والانتخاب الطبيعي.  بل يصفون المعدلات النسبية للتغييرات المختلفة.  على سبيل المثال، من المحتمل أن تكون التحيزات الطفرية وتنقية الاختيار التي تفضل التغييرات المتحفظة مسؤولة عن المعدل المرتفع نسبياً للتحولات انتقال (وراثة)  مقارنةً ب تبدال في التسلسلات المتطورة. ومع ذلك، فإن نموذج كيمورا (K80) الموضح أدناه يحاول فقط التقاط تأثير كلتا القوتين في معاملات تعكس المعدل النسبي للانتقالات إلى التحولات. 
يتم إجراء التحليلات التطورية للتسلسلات على مجموعة واسعة من المقاييس الزمنية. وبالتالي، فمن الملائم التعبير عن هذه النماذج من حيث معدلات التغيير الآنية بين الدول المختلفة (المصفوفات Q أدناه) . إذا تم منحنا حالة البداية (السلف) في موضع واحد، فإن مصفوفة Q للنموذج وطول الفرع تعبر عن العدد المتوقع للتغييرات التي حدثت منذ السلف، ثم يمكننا بعد ذلك معرفة  احتمالية التسلسل التنازلي في كل حالة من الحالات الأربع. التفاصيل الرياضية لهذا التحول من مصفوفة المعدل (rate-matrix)  إلى مصفوفة الاحتمالات (probability matrix ) موضحة في قسم رياضيات نماذج الاستبدال (mathematics of substitution models section ) في صفحة نموذج الاستبدال (  substitution model ) . من خلال التعبير عن النماذج من حيث معدلات التغيير الآني، يمكننا تجنب تقدير عدد كبير من المعايير لكل فرع على شجرة التطور (أو كل مقارنة إذا كان التحليل يتضمن العديد من المقارنات المتتالية).
تصف النماذج الموضحة في هذه الصفحة تطور موقع واحد داخل مجموعة من التسلسلات. وغالبًا ما يتم استخدامها لتحليل تطورموقع كروموسومي  كامل من خلال افتراض مبسط بأن المواقع المختلفة تتطور بشكل متغيرات مستقلة ومتشابهة التوزيع . هذا الافتراض قد يكون له ما يبرره إذا كان من الممكن افتراض أن المواقع تتطور بشكل محايد.إذا كان التأثير الأساسي للانتخاب الطبيعي على تطور التتابعات هو تقييد بعض المواقع، فيمكن استخدام نظرية التطور الجزيئي المحايدة . يسمح هذا النهج للمرء بتقدير مصفوفة واحدة فقط لمعايير  الاستبدال النسبية ومجموعة أخرى من المعايير التي تصف التباين في المعدل الإجمالي للإستبدال عبر المواقع.

## تطور الحمض النووي كسلسلة  ماركوف الزمنية المتواصلة

### سلاسل ماركوف المستمرة
تشتمل سلسلة ماركوف المستمرة على المصفوفات الانتقالية المعتادة والتي يتم تحديدها من خلال الوقت.{\displaystyle t\ }.   على وجه التحديد، إذا  {\displaystyle E_{1},E_{2},E_{3},E_{4}\ }
{\displaystyle P(t)={\big (}P_{ij}(t){\big )}}
{\displaystyle P(t)={\big (}P_{ij}(t){\big )}}
{\displaystyle P(t)={\big (}P_{ij}(t){\big )}} {\displaystyle P_{ij}(t)\ } Ei  سوف تتغير إلى حالة 
{\displaystyle E_{j}\ }{\displaystyle t\ }.
مثال:  نرغب في تصميم عملية الاستبدال في تسلسلات الحمض النووي  بطريقة مستمرة. ستبدو مصفوفات الانتقال المقابلة كما يلي:

{\displaystyle P(t)={\begin{pmatrix}p_{AA}(t)&p_{AG}(t)&p_{AC}(t)&p_{AT}(t)\\p_{GA}(t)&p_{GG}(t)&p_{GC}(t)&p_{GT}(t)\\p_{CA}(t)&p_{CG}(t)&p_{CC}(t)&p_{CT}(t)\\p_{TA}(t)&p_{TG}(t)&p_{TC}(t)&p_{TT}(t)\end{pmatrix}}}
حيث تتطابق 2 × 2 blocks  العلوية والسفلية اليمنى مع احتمالات الانتقال، وتتوافق 2 × 2 blocks العلوية اليمنى واليمنى اليسرى مع احتمالات الانقلاب.
افتراض:  إذا في وقت  {\displaystyle t_{0}\ }{\displaystyle E_{i}\ } {\displaystyle t_{0}+t\ }, سوف يكون في الحالة {\displaystyle E_{j}\ }{\displaystyle i\ }, {\displaystyle j\ } {\displaystyle t\ } {\displaystyle p_{ij}(t)\ }.
نظرية: مصفوفات الانتقال الزمنية المستمرة تلبي:
{\displaystyle P(t+\tau )=P(t)P(\tau )\ }
{\displaystyle P(t+\tau )=P(t)P(\tau )\ }
{\displaystyle P(t+\tau )=P(t)P(\tau )\ }
ملاحظة: يوجد هنا خلط محتمل بين معنيين لكلمة انتقال.  (i) في مصطلح  سلاسل ماركوف، فإن الانتقال هو المصطلح العام للتغيير بين حالتين. (ii) في مصطلح التغيرات النيوكليوتيدية في تسلسلات الحمض النووي، يعتبر الانتقال مصطلحًا محددًا للتبادل بين اثنين من  البيورين
 (A ↔ G) أو إثنين من البيرمدين (C ↔ T) ( للحصول على تفاصيل إضافية، راجع مقالة حول (انتقال (وراثة)) .على النقيض من ذلك، يسمى تبادل بين بيورين واحد وبيريميدين واحد 

### مزيد من القراءة
- Gu X، Li W (1992). "Higher rates of amino acid substitution in rodents than in man". Molecular Phylogenetics and Evolution. ج. 1 ع. 3: 211–214. DOI:10.1016/1055-7903(92)90017-B. PMID:1342937. Li W-H؛ Ellsworth DL؛ Krushkal J؛ Chang BH-J؛ Hewett-Emmett D (1996). "Rates of nucleotide substitution in primates and rodents and the generation-time effect hypothesis". Molecular Phylogenetics and Evolution. ج. 5 ع. 1: 182–187. DOI:10.1006/mpev.1996.0012. PMID:8673286.